# Sattler-panorama

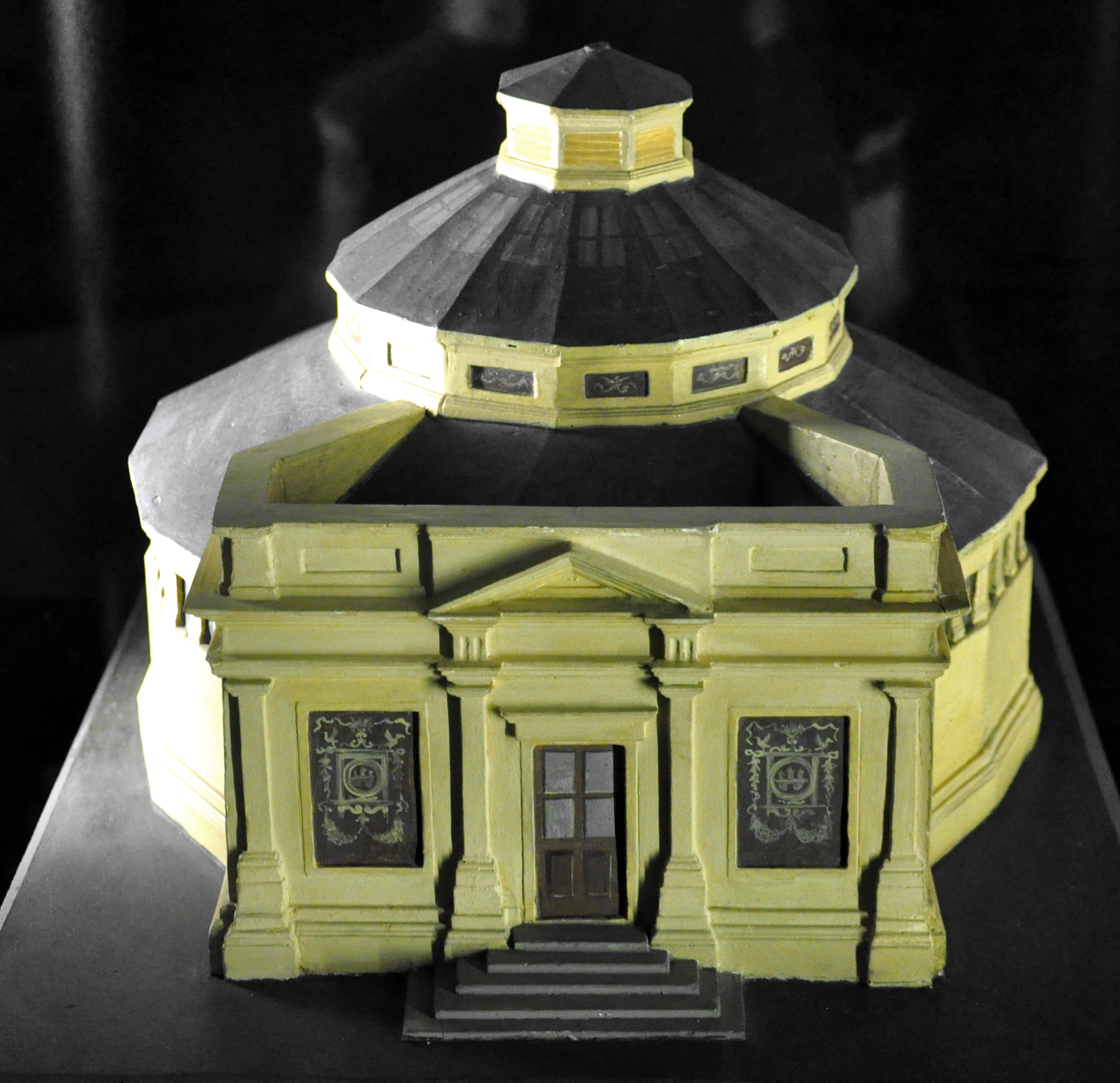
Model van het oorspronkelijke panoramagebouw in Salzburg

Het Sattler-panorama is een panoramaschilderij in de stad Salzburg in Oostenrijk. Het werd tussen 1825 en 1829 geschilderd door de Oostenrijkse portret- en landschapsschilder Johann Michael Sattler (1786-1847). Het toont de stad Salzburg en omgeving in het jaar 1825, gezien vanaf de vesting Hohensalzburg, hoog boven de stad. Het schilderij meet 4,86 bij 25,53 m en weegt meer dan 160 kg. Het is het enige bewaard gebleven panoramaschilderij ter wereld dat op wisselende plaatsen werd tentoongesteld.

## Geschiedenis
Sattler begon in 1825, op voorstel van keizer Frans II die zich door hem liet portretteren, aan het panoramaschilderij met voorlopige schetsen in de vesting Hohensalzburg. Vervolgens bracht hij deze tekeningen met olieverf over op het ongeveer 125 vierkante meter grote doek. Het doek was gespannen in een cirkelvormig paviljoen op de binnenplaats van het huis Überacker (nu Makartplatz 6) in Salzburg. Sattler besteedde er zeer veel aandacht aan om alles zo werkelijkheidsgetrouw mogelijk weer te geven. Aan het project werkten de schilders Friedrich Loos (landschap) en Johann Joseph Schindler (figuratie) mee.
Nadat hij het werk in april 1829 had voltooid, richtte Sattler het panorama een paar weken in op de Hannibalplatz (nu Makartplatz) in Salzburg. Hij werd de eerste ereburger van de stad Salzburg. Vergezeld door zijn vrouw en twee kinderen trok hij vervolgens met het panorama tien jaar lang door Europa. Hij toonde het in vele steden, waaronder München, Linz, Wenen, Brno, Praag, Dresden, Maagdenburg, Leipzig, Berlijn, Hamburg, Kopenhagen, Göteborg, Oslo, Groningen, Amsterdam, Utrecht, Rotterdam, Brussel, Parijs, Portsmouth, Keulen, Frankfurt am Main, Straatsburg en Neurenberg. Zo leverde hij een belangrijke bijdrage aan de profilering van de stad Salzburg en was hij waarschijnlijk de eerste toeristische promotor van Salzburg.
Het panorama kwam in 1870 in het bezit van de stad Salzburg toen Sattlers zoon Hubert, ook een bekende landschapsschilder en maker van kosmorama's, het samen met zijn kosmorama's aan de stad schonk.
In 1875 werd het panoramaschilderij tentoongesteld in een speciaal hiervoor gebouwd panoramagebouw in het kuurpark van de stad Salzburg. Beneden in de parterre werden 26 van de 119 kosmorama's van Hubert Sattler tentoongesteld. De kosmorama's zijn levensechte olieverfschilderijen met uitzichten op steden, landschappen of gebouwen uit Europa, het Midden-Oosten, Noord-Afrika en Noord- en Midden-Amerika. In 1937 werd het panoramagebouw afgebroken wegens bouwvalligheid en werd het panoramaschilderij verplaatst naar het Carolino Augusteum Museum. Nadat het museum tijdens de Tweede Wereldoorlog door Amerikaanse luchtbommen was vernietigd, werd het schilderij uit het puin gered. Het werd tijdelijk opgeslagen en na een restauratie in 1977 tentoongesteld in het voorportaal van Café Winkler op de Mönchsberg. In 2001 moest het daar weer worden weggehaald vanwege de sloop van het café.
Op 27 mei 2003 werd het panoramaschilderij overgebracht naar een nieuw gebouw op de tweede binnenplaats van de Neue Residenz, waar vroeger de lokettenhal van postkantoor 5010 was. Daar werden alle eerdere overschilderingen verwijderd en werd een grondige restauratie uitgevoerd, die uitsluitend door donaties werd gefinancierd. Sinds 26 oktober 2005 was het weer open voor het publiek. Rondom het panorama werden in het museum 12 of 24 kosmorama's tentoongesteld in een jaarlijks wisselende volgorde in een thematische opstelling.
In mei 2023 werd het panoramaschilderij verwijderd uit de Neue Residenz en tijdelijk opgeslagen in de Schwarzenbergkazerne in een speciaal hiervoor gebouwde koelruimte. Als nieuwe locatie werd gekozen voor het Barockmuseum im Mirabellgarten, waar het panoramaschilderij vanaf 2025 tentoongesteld zal worden.